# Bessatsu Margaret
Bessatsu Margaret (яп. 別冊マーガレット бэссацу ма:гарэтто) или Betsuma (яп. 別マ бэцума) — японский манга-журнал, выпускаемый ежемесячно компанией Shueisha. В нём печатается сёдзё-манга, главной аудиторией которой являются девушки старшего школьного возраста (12-18 лет). Был основан в 1963 году.
Входит в тройку самых продаваемых сёдзё-изданий современности вместе с Ciao и Nakayoshi.

## Манга
- Ёко Камио
  - Cat Street
- Кадзунэ Кавахара
  - High School Debut
  - Sensei!
- Кира
  - Massugu ni Ikou
- Масами Нагата
  - Renai Catalogue
- Ая Накахара
  - Lovely Complex
  - Nanaco Robin
- Карухо Сиина
  - Kimi ni Todoke
- Каору Тада
  - Ai Shite Knight
  - Itazura na Kiss
- Мицуба Таканаси
  - Akuma de Sourou
  - Crimson Hero